# Francisco II de Bourbon, Conde de Saint-Pol
Francisco II de Bourbon, Conde de Saint-Pol (4 de janeiro de 1534 - 4 de outubro de 1546), foi um nobre francês pertencente à Casa de Bourbon-Vendôme, ramo cadete da Casa de Bourbon. Foi Conde de Saint-Pol de 1545 até à sua morte.

## Biografia
Francisco era filho de Francisco I de Bourbon, Conde de Saint-Paul, e de Adriana de Estouteville.
Em 1545, com a morte de seu pai, ele herdou, apenas com 9 anos de idade, o Condado de Saint-Pol, tendo sua mãe como regente. Foi também nomeado capitão de uma companhia de 100 soldados.
Morreu no ano seguinte, aos dez anos de idade, sendo sepultado no jazigo da família materna, os Estouteville, na Abadia de Valmont. O património familiar, foi herdado pela sua irmã, Maria II de Saint-Paul.
Alguns autores indicam que, para além de Conde de Saint-Pol, Francisco II teria sido também Duque de Estouteville. Mas, na verdade, o ducado era formalmente património materno e a mãe só veio a falecer em 1560 (depois do filho).